# Roland Kollmann
Roland Kollmann (Villach, 8 ottobre 1976) è un ex calciatore austriaco, attaccante.

## Carriera

### Club
La sua carriera inizia nelle giovanili del SC Landskron nel 1998 passa al Tirol Innsbruck, e dopo un grave infortunio passa al Kärnten dove è stato determinante per far promuovere la squadra in massima serie nella stagione 2000-2001.
Le sue buone prestazione lo hanno fatto finire al Twente nel 2001, la stagione successiva torna in Austria nel Grazer AK, e rincontra il suo coach ai tempi del Kärnten, Walter Schachner e in quell'annata ottennero Campionato, Coppa d'Austria e Ronald fu il capocannoniere di quell'annata.
Dopo la stagione 2007 passa all'Austria Kärnten, dopo aver fatto 5 gol in 26 partite ritorna al Grazer AK.

### Nazionale
Il 6 settembre 2003 fa il suo debutto nelle qualificazioni del Euro 2004 contro i Paesi Bassi.
Segna un gol su punizione contro l'Inghilterra valida per la qualificazione al Campionato mondiale di calcio 2006 fissando il punteggio sull'1-2. La partita finisce 2-2.

## Palmarès

### Club
- Campionato austriaco: 1

Grazer AK: 2003-2004
- ÖFB-Cup: 1

Grazer AK: 2003-2004

### Individuale
- Capocannoniere della Bundesliga austriaca: 1

2003-2004 (27 gol)